# Erlongshan Shuiku
Erlongshan Shuiku (kinesiska: 二龙山水库) är en reservoar i Kina. Den ligger i provinsen Heilongjiang, i den nordöstra delen av landet, omkring 62 kilometer öster om provinshuvudstaden Harbin. Erlongshan Shuiku ligger 185 meter över havet. Arean är 7,4 kvadratkilometer. Omgivningarna runt Erlongshan Shuiku är en mosaik av jordbruksmark och naturlig växtlighet. Den sträcker sig 3,8 kilometer i nord-sydlig riktning, och 4,7 kilometer i öst-västlig riktning.
Genomsnittlig årsnederbörd är 839 millimeter. Den regnigaste månaden är juli, med i genomsnitt 186 mm nederbörd, och den torraste är januari, med 8 mm nederbörd.